# Cabinet Börner II
Land de Hesse
Börner I Börner III
Le cabinet Börner II (en allemand : Kabinett Börner II) est le gouvernement du Land de Hesse entre le 14 décembre 1978 et le 4 juillet 1984, durant les neuvième, dixième et onzième législatures du Landtag.

## Composition

### Initiale (14 décembre 1978)
- Les nouveaux ministres sont indiqués en gras, ceux ayant changé d'attributions en italique.

| Fonction                                                                               | Titulaire | Titulaire                                               | Parti |
| -------------------------------------------------------------------------------------- | --------- | ------------------------------------------------------- | ----- |
| Ministre-président                                                                     |           | Holger Börner                                           | SPD   |
| Vice-ministre-président Ministre de l'Économie et de la Technologie                    |           | Heinz Herbert Karry                                     | FDP   |
| Ministre de l'Intérieur                                                                |           | Ekkehard Gries                                          | FDP   |
| Ministre du Développement régional, de l'Environnement, de l'Agriculture et des Forêts |           | Willi Görlach (jusqu'au 26/03/1980) Karl Schneider (de) | SPD   |
| Ministre des Finances                                                                  |           | Heribert Reitz                                          | SPD   |
| Ministre de la Justice                                                                 |           | Herbert Günther                                         | SPD   |
| Ministre de l'Éducation                                                                |           | Hans Krollmann                                          | SPD   |
| Ministre des Affaires sociales                                                         |           | Armin Clauss                                            | SPD   |
| Ministre des Affaires fédérales                                                        |           | Vera Rüdiger                                            | SPD   |

### Remaniement du 12 mai 1981
- Les nouveaux ministres sont indiqués en gras, ceux ayant changé d'attributions en italique.

| Fonction                                                                               | Titulaire | Titulaire                                    | Parti |
| -------------------------------------------------------------------------------------- | --------- | -------------------------------------------- | ----- |
| Ministre-président                                                                     |           | Holger Börner                                | SPD   |
| Vice-ministre-président Ministre de l'Intérieur                                        |           | Ekkehard Gries                               | FDP   |
| Ministre du Développement régional, de l'Environnement, de l'Agriculture et des Forêts |           | Karl Schneider (de)                          | SPD   |
| Ministre des Finances                                                                  |           | Heribert Reitz                               | SPD   |
| Ministre de la Justice                                                                 |           | Herbert Günther                              | SPD   |
| Ministre de l'Éducation                                                                |           | Hans Krollmann                               | SPD   |
| Ministre des Affaires sociales                                                         |           | Armin Clauss                                 | SPD   |
| Ministre des Affaires fédérales                                                        |           | Vera Rüdiger                                 | SPD   |
| Ministre de l'Économie et de la Technologie                                            |           | Klaus-Jürgen Hoffie (à partir du 22/06/1981) | FDP   |

### Remaniement du 28 septembre 1982
- Les nouveaux ministres sont indiqués en gras, ceux ayant changé d'attributions en italique.

| Fonction                                                                               | Titulaire | Titulaire           | Parti |
| -------------------------------------------------------------------------------------- | --------- | ------------------- | ----- |
| Ministre-président                                                                     |           | Holger Börner       | SPD   |
| Vice-ministre-président Ministre de l'Éducation                                        |           | Hans Krollmann      | SPD   |
| Ministre du Développement régional, de l'Environnement, de l'Agriculture et des Forêts |           | Karl Schneider (de) | SPD   |
| Ministre des Finances Ministre de l'Économie et de la Technologie (par intérim)        |           | Heribert Reitz      | SPD   |
| Ministre de la Justice Ministre de l'Intérieur (par intérim)                           |           | Herbert Günther     | SPD   |
| Ministre de l'Éducation                                                                |           | Hans Krollmann      | SPD   |
| Ministre des Affaires sociales                                                         |           | Armin Clauss        | SPD   |
| Ministre des Affaires fédérales                                                        |           | Vera Rüdiger        | SPD   |